# Molophilus wadna
Molophilus wadna là một loài ruồi trong họ Limoniidae. Chúng phân bố ở miền Australasia.